# ساندرا سمير
ساندرا سمير مواليد 4 نوفمبر 1997 في الجيزة، هي لاعبة كرة مضرب مصرية وتحتل حالياً المرتبة 429 (7 مارس 2016) في تصنيف رابطة محترفات كرة المضرب. أعلى تصنيف لها في الفردي كان 428. أعلى تصنيف لها في الزوجي كان 490.

## النهائيات

### الفردي (1–5)
| الحصيلة | الرقم | التاريخ        | الدورة              | الأرضية | المنافس            | النتيجة            |
| ------- | ----- | -------------- | ------------------- | ------- | ------------------ | ------------------ |
| الوصافة | 1.    | 19 يناير 2015  | مرسى القنطاوي، تونس | صلبة    | إيزابيلا شنيكوفا   | 2–6, 6–3, 3–6      |
| الوصافة | 2.    | 22 يونيو 2015  | شرم الشيخ، مصر      | صلبة    | نوريا باريزاس دياز | 1–6, 3–6           |
| الفوز   | 1.    | 3 أغسطس 2015   | شرم الشيخ، مصر      | صلبة    | فيكتوريا مونتين    | 6–1, 6–2           |
| الوصافة | 3.    | 11 يناير 2016  | القاهرة، مصر        | ترابية  | شانتال شكاملوفا    | 1–6, 6–4, 6–7(3–7) |
| الوصافة | 4.    | 18 يناير 2016  | القاهرة، مصر        | ترابية  | شانتال شكاملوفا    | 4–6, 1–6           |
| الوصافة | 5.    | 15 فبراير 2016 | الحمامات، تونس      | ترابية  | فيكتوريا لارير     | 1–6, 4–6           |

### الزوجي (2–0)
| الحصيلة | الرقم | التاريخ        | الدورة       | الأرضية | الشريك       | المنافس                          | النتيجة                 |
| ------- | ----- | -------------- | ------------ | ------- | ------------ | -------------------------------- | ----------------------- |
| الفوز   | 1.    | 20 أبريل 2015  | القاهرة، مصر | ترابية  | باربارا هاس  | أماندين هيس مارين بارتود         | 0–6, 6–4, [10–7]        |
| الفوز   | 2.    | 23 نوفمبر 2015 | القاهرة، مصر | ترابية  | نايومي توتكا | علا أبو زاكري آنا بيانكا ميهايلا | 7–5, 6–7(9–11), [13–11] |

## روابط خارجية
- ساندرا سمير على موقع رابطة محترفات التنس (الإنجليزية)
- ساندرا سمير على موقع الاتحاد الدولي لكرة المضرب (الإنجليزية)
- ساندرا سمير على موقع كأس بيلي جين كينغ (الإنجليزية)
- ساندرا سمير على موقع خلاصة التنس.كوم (الإنجليزية)
- ساندرا سمير على موقع إي إس بي إن.كوم (الإنجليزية)
- ساندرا سمير على موقع أوليمبيديا (الإنجليزية)